# 카리브 축구 연맹

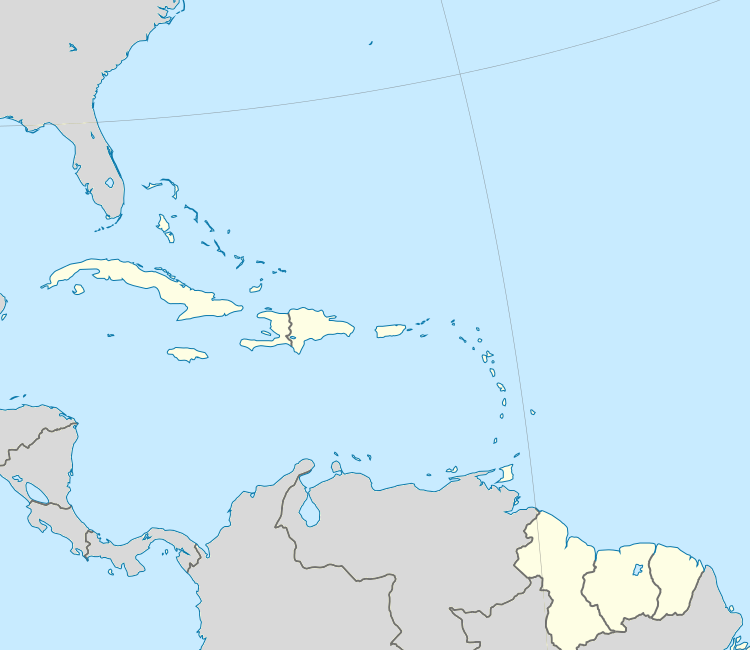

카리브 축구 연맹(영어: Caribbean Football Union)은 카리브 제도 지역의 축구 협회 연합이다.

## 소속팀

### FIFA 회원국
| - 가이아나 - 그레나다 - 도미니카 공화국 - 도미니카 연방 - 몬트세랫 - 미국령 버진아일랜드 - 바베이도스 - 바하마 - 버뮤다 - 세인트루시아 | - 세인트빈센트 그레나딘 - 세인트키츠 네비스 - 수리남 - 아루바 - 아이티 - 앤티가 바부다 - 앵귈라 - 영국령 버진아일랜드 - 자메이카 - 케이맨 제도 | - 쿠바 - 퀴라소 - 터크스 케이커스 제도 - 트리니다드 토바고 - 푸에르토리코 |

### FIFA 비회원국
- 과들루프
- 마르티니크
- 보네르섬
- 생마르탱
- 신트마르턴
- 프랑스령 기아나

## 주관 대회
- 카리브컵 (1989년 창설, 2017년 폐지): 카리브 축구 연맹 회원국의 축구 국가대표팀이 참가하는 대회로 CONCACAF 골드컵의 카리브 제도 지역 예선을 겸했다.
- 카리브 클럽 챔피언십 (1997년 창설): 카리브 축구 연맹 회원국의 축구 클럽이 참가하는 대회로 CONCACAF 챔피언스리그, CONCACAF 리그의 카리브 제도 지역 예선을 겸한다.

## 같이 보기
- 북중미카리브 축구 연맹
- 북아메리카 축구 연맹